# Jakob Liessem
Jakob Leonard Maria Liessem (Taufdatum 29. April 1785 in Bonn; † 1. Mai 1832 in Bernkastel) war ein preußischer Landrat im Kreis Bernkastel.

## Herkunft und Leben
Jakob Liessem war ein Sohn des Bäckers Gabriel Liessem und dessen Ehefrau Katharina, geborene Schubag. Nachdem die Kurkölnische Akademie Bonn 1798 durch Frankreich aufgehoben worden war, erhielt er seine höhere Ausbildung an der neu eingerichteten Zentralschule in Bonn. Während der Franzosenzeit arbeitete er, um sich weiterzubilden, bei “praktischen Rechtsgelehrten” in Notariaten in Köln und Aachen, bevor er in den Staatsdienst eintrat. 1813 wurde er zunächst Kabinettschef in der Präfektur Münster, dann 1814 Divisionschef des Generalgouvernment-Commissariats in Aachen und 1816 Regierungssekretär bei der Regierung Köln. Noch 1816 erhielt Liessem seine Ernennung zum Landrat des Kreises Bernkastel, was er bis zu seinem Tod im Dienst im Jahre 1832 blieb.